# Papyrus Oxyrhynchus XLII 3035
Der Papyrus Oxyrhynchus XLII 3035 (auch P. Oxy. XLII 3035 oder P. Oxy. 3035) ist ein Dokument mit einem Haftbefehl für einen Christen vom 28. Februar 256, der von römischen Behörden ausgestellt wurde. Der Papyrus gehört zu den Oxyrhynchus-Papyri, die gegen Ende des 19. Jahrhunderts von Archäologen in einer antiken Müllkippe nahe dem historischen Ort Oxyrhynchos in Ägypten gefunden wurden. P. Oxy. XLII 3035 enthält eine der ältesten nachgewiesenen Verwendungen des Wortes Christ auf Papyrus. Der Papyrus ist auf den 3. Phamenoth im 3. Jahr der Kaiser Valerian und Gallienus datiert und somit eines von wenigen auf den Tag genau datierten Fragmenten. Es handelt sich um eine Primärquelle für die Christenverfolgungen unter Kaiser Valerian.

## Text
| 1 | π(αρὰ) τοῦ πρυτάνεως                         | Von dem Statthalter                                          |
| 2 | κωμάρχαις καὶ ἐπιστάταις εἰρήνης             | an die Fürsten und Polizeibeamten                            |
| 3 | κώμης Μερμέρθων. ἐξαυτῆς ἀνα-                | des Ortes Mermerton. Sofort sen-                             |
| 4 | πέμψατε Πετοσαρᾶπιν Ὥρου χρισ<τ>ι-           | det herauf Petosarapis, (Sohn) des Horus, einen Chri-,       |
| 5 | ανὸν, ἢ ὑμεῖς αὐτοὶ ἀνέλθατε.                | sten, oder ihr kommt selbst herauf.                          |
| 6 | (ἔτους) 3 Οὐαλεριανοῦ καὶ Γαλλιηνοῦ Σεβαστῶν | Während des dritten Jahres der Kaiser Valerian und Gallienus |
| 7 | Φαμενὼθ 3.                                   | Phamenoth 3.                                                 |